# 吳伊婷
吳伊婷（1982年3月9日—），為台灣電視、電影女演員。

## 作品

### 主持
- 1999年：中國電視公司歡樂方程式

### 電視劇
- 1999年：公視-人生劇展《台灣玉》
- 2000年：大愛-大愛劇場《無私的愛》
- 2000年：大愛-大愛劇場《馨心手記》
- 2000年：廣電基金《天使少年》
- 2000年：公視《大醫院小醫師》
- 2001年：大愛-大愛劇場《燕子啊》飾：范秋英
- 2002年：公視-人生劇展《瓦旦的酒瓶》
- 2004年：人間衛視-人生劇展《第二張身份證》
- 2004年：大愛-大愛劇場《大愛的孩子》 飾：曉芸
- 2005年：文建會劇情紀錄短片《公民美學運動》- 定居
- 2005年：大愛-大愛劇場《把愛找回來》
- 2005年：公視-人生劇展《喂！水開了沒？》
- 2006年：大愛-大愛劇場《窗外有蘭天》
- 2007年：公視《當我們窩在一起(二)》
- 2007年：公視-記錄觀點《影像詩》- 繼續跳舞
- 2008年：大愛-大愛劇場《竹音深處》 飾：楊靜如
- 2008年：大愛-大愛劇場《矽谷阿嬤》
- 2008年：公視-人生劇展《阿媽的祕密》飾：GiGi
- 2008年：中視《江湖.com》 飾：孫媚娘[1]
- 2009年：大愛-大愛劇場《我的尪我的某》飾：潘培菁
- 2009年：華視《我在1949，等你》 飾：唐浩儀之妻
- 2011年：大愛-長情劇展-人間渡系列《仙女不下凡》 飾：葉怡婷
- 2011年：公視-人生劇展《你現在在哪？》
- 2012年：公視-人生劇展《淑女之夜》
- 2012年：公視-學生劇展《湯圓糰子》
- 內政部家暴宣導劇情片【回家】
- 廣電基金《我的這一班》
- 廣電基金《我們這一班》
- 2012年：大愛-大愛劇場《聽見愛》 飾：子傑的媽
- 2013年：客家電視《新丁花開》 飾：曾三妹
- 2014年：大愛-大愛劇場《男丁格爾》
- 2019年：公視-迷你劇集《魂囚西門》 飾：Elly

### 電影
- 2002年：夢幻部落（鄭文堂導演）
- 2005年：我的逍遙學伴（楊順清導演）
- 2006年：一年之初（鄭有傑導演）
- 2008年：憂鬱森林（王明霞導演）
- 2008年：食語獸（馬毓廷導演，2007年6月15日）[2]
- 2011年：湯圓糰子（邱垂龍導演）
- 2011年：候鳥來的季節（蔡銀娟導演）
- 2012年：晴朗的日子（邱垂龍導演）
- 2012年：山豬溫泉（郭珍弟導演）
- 2012年：夢，彩虹（馮麗芬導演）
- 2013年：時光之絆（邱垂龍導演）
- 2013年：陽光空氣水（莊知耕導演）
- 2013年：噬心魔（謝庭菡導演）
- 2021年：期末考（郭珍弟導演）
- 2024年：她說（王明霞導演）

### 舞台劇
- 2008黑門山上的劇團<好漢>演員
- 2008屏風表演班<大戲小作-徵婚啟事>演員
- 2009莫比斯聯合創作公社<2012>演員
- 2009新潮實驗室24H－到處存在的場所，到處不存在的我。<黑面琵鷺腳踏車>演員
- 2009【聽戲趣。】<寂寞芳心俱樂部>演員
- 2009  莫比斯圓環創作公社景美人權園區人權日<Follow you?Follow me?>執行製作暨演員
- 2010莫比斯圓環創作公社<2012光之祭典>執行製作暨演員
- 2011莫比斯圓環創作公社<八0平台-看見你等於看見我自己>編導演
- 2011創作社劇團<我為你押韻_情歌>執行製作
- 2011台北小花劇團<Take Care>執行製作
- 2011飛人集社<超親密小戲節>節目經理
- 2012莫比斯圓環創作公社<身體平台-竹藪中>演員
- 2012飛人集社<初生>台灣巡迴版演員

### 廣告
- 勞退新制 - 舞台劇篇
- 康師傅綠茶 - 大陸版
- 高雄市國稅局宣傳廣告
- 普拿疼伏冒熱飲 - 婚禮篇[3]
- Yahoo!奇摩拍賣【禮物人生】學長是對的[4]

## 外部連結
- 吳伊婷的Facebook專頁
- 個人部落格（页面存档备份，存于）
- 吳伊婷在香港影庫上的簡介